# Столин
Столин (на беларуски: Сто́лін; на руски: Столин) е град в Беларус, административен център на Столински район, Брестка област. Населението на града е 13 460 души (по приблизителна оценка от 1 януари 2018 г.).

## История
За пръв път селището е упоменато през 1555 година.